# ハーフビーク (潜水艦)
ハーフビーク (USS Halfbeak, SS-352) は、アメリカ海軍の潜水艦。バラオ級潜水艦の一隻。艦名はサヨリ科の総称に因んで命名された。

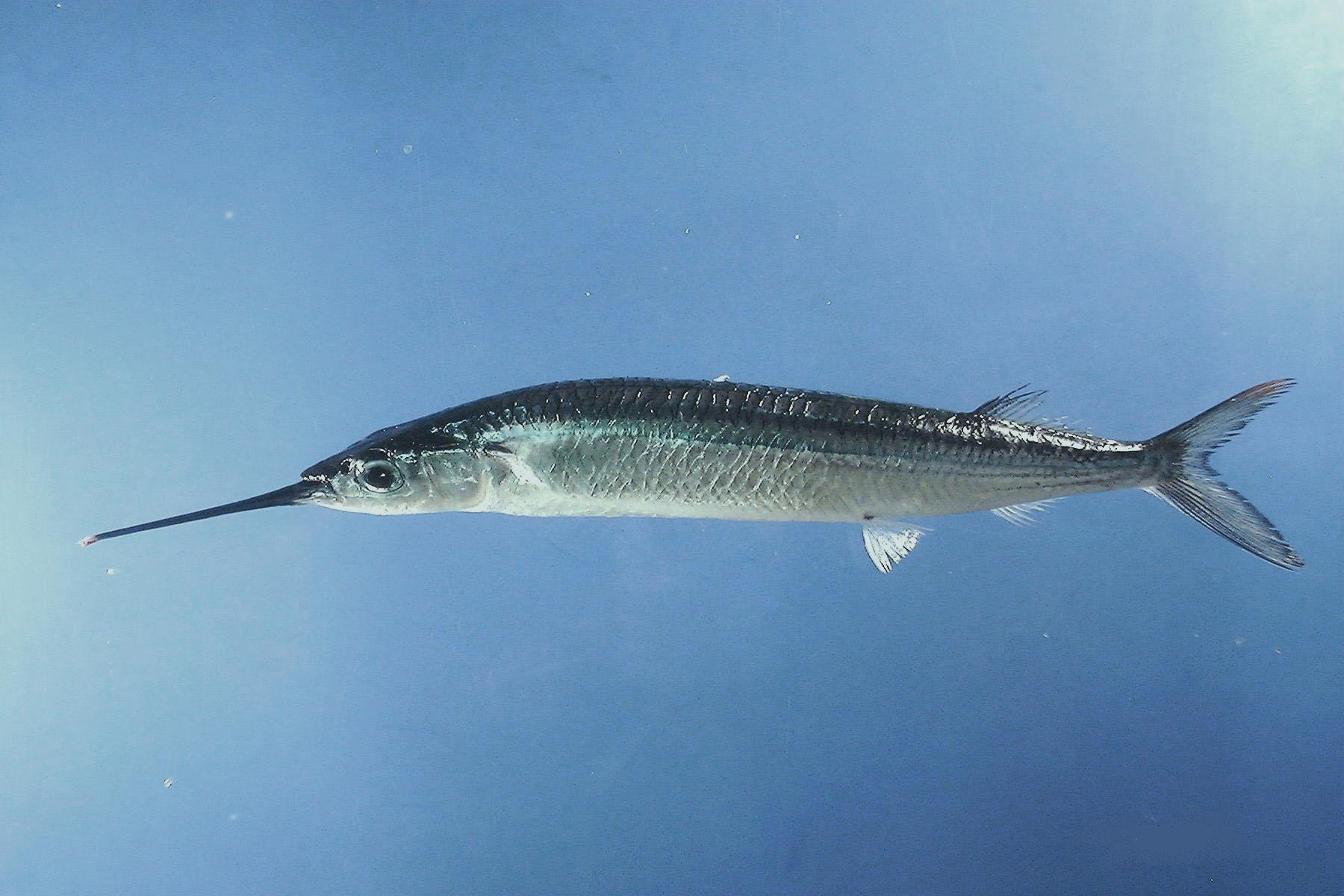
コモン・ハーフビーク（Common halfbeak）

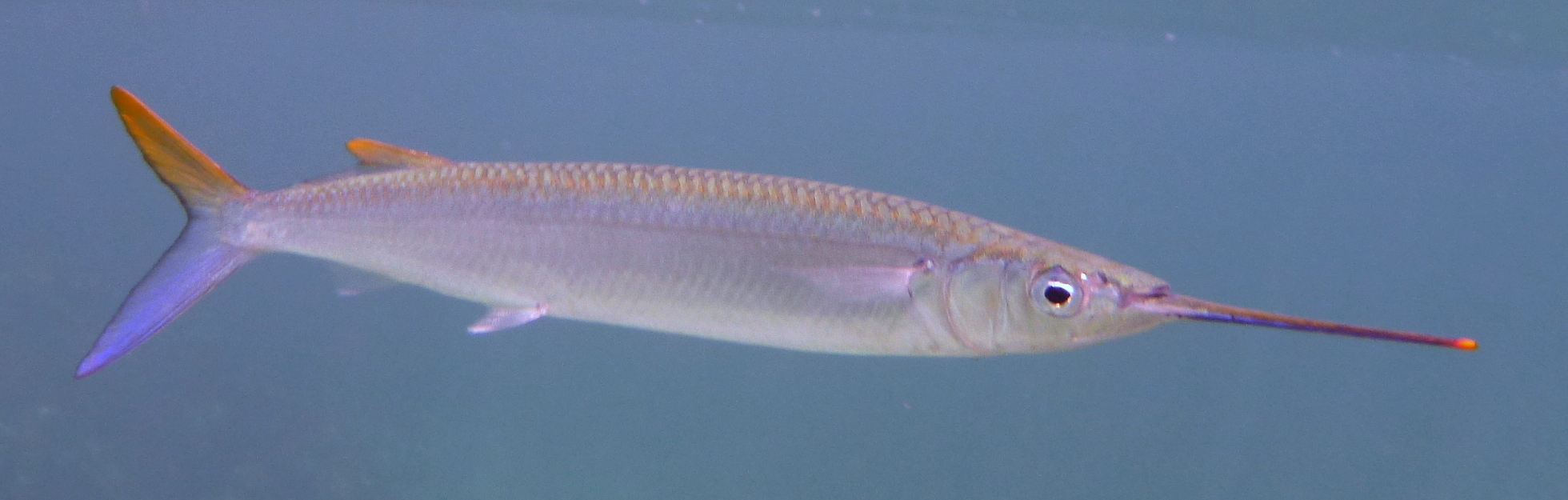
バリフー（Ballyhoo halfbeak）

## 艦歴
ハーフビークは1944年7月6日にコネチカット州グロトンのエレクトリック・ボート社で起工した。1946年2月19日にウィリアム・クレイグ夫人によって命名、進水し、1946年7月22日に艦長エヴァン・T・シェパード中佐の指揮下就役する。
カリブ海およびパナマ運河地帯からエクアドル、コロンビアまでのラテンアメリカ沿岸での整調後、ハーフビークは第8潜水戦隊に所属しコネチカット州ニューロンドンを拠点として3年間を訓練および艦隊演習に費やした。1949年9月12日にポーツマス海軍造船所に入渠し、GUPPY II 改修が行われた。この改修によりシュノーケルが装備され水中での行動時間が拡大し、船体構造も流線型に改良された。ハーフビークは1950年1月13日にポーツマスを出航し、ニューロンドンで研究開発グループに配備された。新型音響機材の試験期間中の1951年冬、ハーフビークはイギリス海域に巡航し、ヤンマイエン島沖で活動した。
ハーフビークは1954年11月10日までカリブ海での訓練に従事し、その後初の地中海配備に就く。ジブラルタル、ナポリ、マルセイユ、リスボンおよびバレンシアを訪問し、1955年2月2日にニューロンドンに帰還した。1956年も同様の巡航を行ったものの、その巡航は10月末のスエズ危機で中断された。ハーフビークは第6艦隊と共に1957年1月まで地中海東部に留まり、中東海域における平和維持活動に従事した。
1958年7月28日に新たな任務を与えられたハーフビークは、北極へ向けて出航した。原子力潜水艦スケート (USS Skate, SSN-578) と共に極北の氷山の近くで国際地球観測年の調査活動を行う。この活動中にスケートは北極の海氷下を巡航し、8月11日に北極点に到達した。その後も付近での巡航を続け、6日後に再び極点に到達した。
その後ハーフビークは沿岸での作戦活動および演習、カリブ海での艦隊演習および潜水演習、NATO軍との合同演習を1963年まで行う。1963年からはニューロンドンで再び研究開発任務を再開し、ソナーおよびその他の水中音響装置の評価試験に従事した。
ハーフビークは1966年と1967年に戦闘効率賞を受賞した。ハーフビークは1971年7月1日に退役、同日除籍された。その後1972年7月13日にスクラップとして売却された。